# Ivisan
Ivisan é um município de  quarta classe de renda municipal (d) na província Capiz, nas Filipinas. De acordo com o censo de 1 de maio  de  2020 possui uma população de 31 278 pessoas e 7 794 domicílios.